# Lacinipolia parvula
Lacinipolia parvula är en fjärilsart som beskrevs av Herrich-Schäffer 1868. Lacinipolia parvula ingår i släktet Lacinipolia och familjen nattflyn. Inga underarter finns listade i Catalogue of Life.